# Georges Grün
Georges Serge Grün (* 25. Januar 1962 in Schaarbeek) ist ein ehemaliger belgischer Fußballspieler. Er arbeitet zurzeit als Moderator bei RTL TVI, wo er die Spiele der UEFA Champions League präsentiert.

## Leben
Grün begann seine Profikarriere 1983 beim RSC Anderlecht, für die er bis 1990 in der Pro League spielte. Nach der WM 1990 wechselte er in die italienische Serie A zur AC Parma. 1994 kehrte er zum RSC Anderlecht zurück, 1996 ging er zur AC Reggiana. Jedoch wurde die Mannschaft mit nur zwei Saisonsiegen in der Serie A abgeschlagen Letzter und Grün beendete seine Karriere.
Grün war zwischen 1984 und 1995 belgischer Nationalspieler. Mit 77 Länderspielen ist er der sechstmeistberufene belgische Nationalspieler. Ihm gelangen sechs Länderspieltore, eines machte ihn berühmt: der entscheidende Treffer im Qualifikationsspiel zur Weltmeisterschaft 1986 gegen die Niederlande. Er nahm an drei Weltmeisterschaften teil: 1986, 1990 und 1994. Außerdem spielte er bei der Europameisterschaft 1984 mit.

## Erfolge
- Belgischer Meister: 1984/85, 1985/86, 1986/87, 1994/95
- Belgischer Pokalsieger: 1987/88, 1988/89
- Italienischer Pokalsieger: 1991/92
- Europapokalsieger der Pokalsieger: 1992/93